# Турчи, Паола
Паола Турчи (итал. Paola Turci; род. 12 сентября 1964 года) — итальянская певица.

## Биография

### Начало карьеры
Дебют Паолы на большой сцене состоялся в 1986 году на сцене Фестиваля Санремо с песней «L'uomo di ieri».

### Автомобильная авария и возвращение на сцену
15 августа 1993 года, находясь за рулём своего автомобиля и направляясь на концерт в Поликастро, Паола попадает в автомобильную аварию. В результате данного происшествия сильней всего оказалось травмировано лицо певицы, но в результате 12-ти сложнейших операций врачам удалось спасти правый глаз Паолы.
Несмотря на тяжесть травм, всего спустя несколько недель Турчи продолжила свой музыкальный тур по Италии.

### Личная жизнь
2 июля 2010 года Паола вышла замуж за журналиста Андреа Амато. В 2012 году супруги развелись.
Паола является болельщицей футбольного клуба «Лацио».

## Дискография

### Студийные альбомы
- 1988 – Ragazza sola, ragazza blu
- 1989 – Paola Turci
- 1990 – Ritorno al presente
- 1991 – Candido
- 1993 – Ragazze
- 1995 –  Una sgommata e via
- 1997 – Oltre le nuvole
- 2000 – Mi basta il paradiso
- 2002 – Questa parte di mondo
- 2005 – Tra i fuochi in mezzo al cielo
- 2009 – Attraversami il cuore
- 2010 – Giorni di rose
- 2012 – Le storie degli altri
- 2017 – Il secondo cuore
- 2019 – Viva da morire

### Концертные альбомы
- 2004 – Stato di calma apparente

### Сборники
- 1996 – Volo così 1986-1996
- 2015 – Io sono